# Forrestopius kirti
Forrestopius kirti là một loài tò vò trong họ Ichneumonidae.